# Lista okrętów podwodnych typu Los Angeles
Lista wszystkich okrętów podwodnych typu Los Angeles.
Zobacz też: Lista aktywnych okrętów podwodnych typu Los Angeles, Lista nieaktywnych okrętów podwodnych typu Los Angeles
| Okręt                    | Numer kadłuba | Wejście do służby– Wycofanie ze służby | Strona w NVR |
| Flight I                 | Flight I      | Flight I                               | Flight I     |
| ------------------------ | ------------- | -------------------------------------- | ------------ |
| "Los Angeles"            | 688           | 1976–                                  | SSN688       |
| "Baton Rouge"            | 689           | 1977–1995                              | SSN689       |
| "Philadelphia"           | 690           | 1977–                                  | SSN690       |
| "Memphis"                | 691           | 1977–                                  | SSN691       |
| "Omaha"                  | 692           | 1978–1995                              | SSN692       |
| "Cincinnati"             | 693           | 1978–1995                              | SSN693       |
| "Groton"                 | 694           | 1978–1997                              | SSN694       |
| "Birmingham"             | 695           | 1978–1997                              | SSN695       |
| "New York City"          | 696           | 1979–1997                              | SSN696       |
| "Indianapolis"           | 697           | 1980–1998                              | SSN697       |
| "Bremerton"              | 698           | 1981–                                  | SSN698       |
| "Jacksonville"           | 699           | 1981–                                  | SSN699       |
| "Dallas"                 | 700           | 1981–                                  | SSN700       |
| "La Jolla"               | 701           | 1981–                                  | SSN701       |
| "Phoenix"                | 702           | 1981–1998                              | SSN702       |
| "Boston"                 | 703           | 1982–1999                              | SSN703       |
| "Baltimore"              | 704           | 1982–1998                              | SSN704       |
| "City of Corpus Christi" | 705           | 1983–                                  | SSN705       |
| "Albuquerque"            | 706           | 1983–                                  | SSN706       |
| "Portsmouth"             | 707           | 1983–2005                              | SSN707       |
| "Minneapolis-Saint Paul" | 708           | 1984–2007                              | SSN708       |
| "Hyman G. Rickover"      | 709           | 1984–2007                              | SSN709       |
| "Augusta"                | 710           | 1985–2008                              | SSN710       |
| "San Francisco"          | 711           | 1981–                                  | SSN711       |
| "Atlanta"                | 712           | 1982–1999                              | SSN712       |
| "Houston"                | 713           | 1982–                                  | SSN713       |
| "Norfolk"                | 714           | 1983–                                  | SSN714       |
| "Buffalo"                | 715           | 1983–                                  | SSN715       |
| "Salt Lake City"         | 716           | 1984–2006                              | SSN716       |
| "Olympia"                | 717           | 1984–                                  | SSN717       |
| "Honolulu"               | 718           | 1985–2007                              | SSN718       |
| Flight II (z VLS)        |               |                                        |              |
| "Providence"             | 719           | 1985–                                  | SSN719       |
| "Pittsburgh"             | 720           | 1985–                                  | SSN720       |
| "Chicago"                | 721           | 1986–                                  | SSN721       |
| "Key West"               | 722           | 1987–                                  | SSN722       |
| "Oklahoma City"          | 723           | 1988–                                  | SSN723       |
| "Louisville"             | 724           | 1986–                                  | SSN724       |
| "Helena"                 | 725           | 1987–                                  | SSN725       |
| "Newport News"           | 750*          | 1989–                                  | SSN750       |
| Ulepszony typ 688 (688I) |               |                                        |              |
| "San Juan"               | 751           | 1988–                                  | SSN751       |
| "Pasadena"               | 752           | 1989–                                  | SSN752       |
| "Albany"                 | 753           | 1990–                                  | SSN753       |
| "Topeka"                 | 754           | 1989–                                  | SSN754       |
| "Miami"                  | 755           | 1990–                                  | SSN755       |
| "Scranton"               | 756           | 1991–                                  | SSN756       |
| "Alexandria"             | 757           | 1991–                                  | SSN757       |
| "Asheville"              | 758           | 1991–                                  | SSN758       |
| "Jefferson City"         | 759           | 1992–                                  | SSN759       |
| "Annapolis"              | 760           | 1992–                                  | SSN760       |
| "Springfield"            | 761           | 1993–                                  | SSN761       |
| "Columbus"               | 762           | 1993–                                  | SSN762       |
| "Santa Fe"               | 763           | 1994–                                  | SSN763       |
| "Boise"                  | 764           | 1992–                                  | SSN764       |
| "Montpelier"             | 765           | 1993–                                  | SSN765       |
| "Charlotte"              | 766           | 1994–                                  | SSN766       |
| "Hampton"                | 767           | 1993–                                  | SSN767       |
| "Hartford"               | 768           | 1994–                                  | SSN768       |
| "Toledo"                 | 769           | 1995–                                  | SSN769       |
| "Tucson"                 | 770           | 1995–                                  | SSN770       |
| "Columbia"               | 771           | 1995–                                  | SSN771       |
| "Greeneville"            | 772           | 1996–                                  | SSN772       |
| "Cheyenne"               | 773**         | 1996–                                  | SSN773       |

*Numery 726–743 zostały przydzielone okrętom podwodnym typu Ohio. Numery 744–749 nie zostały przydzielone.

**Ostatnia jednostka typu. Numer 774 został przydzielony pierwszemu okrętowi typu Virginia.